# Cadra cautella
Espèce
Cadra cautella (la pyrale des amandes, teigne de l'amandier ou teigne des entrepôts) est une espèce de lépidoptères (papillons) de la famille des Pyralidae, présente dans toutes les régions tropicales et subtropicales.
Au stade larvaire (chenille), c'est un ravageur des denrées entreposées, s'attaquant de préférence aux fruits séchés, mais aussi à d'autres produits stockés, notamment  les céréales (maïs, blé, etc.), la farine, les dates, les fèves de cacao, l'arachide, les graines de légumineuses (haricot...),.

## Synonymes
Du fait de son aire de répartition très vaste et des introductions accidentelles, cette espèce a été désignée par un certain nombre de synonymes :
- Cadra defectella Walker, 1864
- Cryptoblabes formosella Wileman & South, 1918
- Ephestia cautella (Walker, 1863)
- Ephestia irakella Amsel, 1959
- Ephestia passulella Barrett, 1875
- Ephestia pelopis Turner, 1947
- Ephestia rotundatella Turati, 1930
- Nephopteryx desuetella Walker, 1866
- Nephopterix passulella (Barret, 1875)
- Pempelia cautella Walker, 1863

## Cycle biologique
Le cycle biologique complet se déroule, dans des conditions favorables de température et d'humidité, dans un délai de 25 jours. L'insecte adulte vit 14 jours au maximum.